# Kainuunkylä
Kainuunkylä (historiskt på svenska: Helsingbyn) är en ort i Övertorneå kommun i landskapet Lappland i Finland. Kainuunkylä utgjorde en tätort vid tätortsavgränsningarna 1990–2000.
Orten ligger vid Torneälvens östra strand och passeras av riksväg 21 och Kolaribanan. På andra sidan älven ligger Sverige och tätorten Hedenäset (meänkieli: Koivukylä). Mitt i älven, mellan Hedenäset och Kainuunkylä, ligger ett antal suveränitetsholmar.

## Historia
Kainuunkylä by har historiskt benämnts Helsingbyn i svenska dokument. I den tidigaste jordeboken från 1543 hade byn 20 hemman, vilket minskade till 10 (tiondelängd) eller 12 stycken (bågalängd) år 1581 och ökade så småningom till 25 hemman i jordeboken 1607. Enligt mantalslängden 1766 hade byn 301 invånare och enligt mantalslängden 1807 utgjorde invånarantalet 377. Efter freden i Fredrikshamn kom byn att tillhöra Storfurstendömet Finland.

### Befolkningsutveckling
| Befolkningsutvecklingen i Kainuunkylä 1990–2000 | Befolkningsutvecklingen i Kainuunkylä 1990–2000 | Befolkningsutvecklingen i Kainuunkylä 1990–2000 | Befolkningsutvecklingen i Kainuunkylä 1990–2000 | Befolkningsutvecklingen i Kainuunkylä 1990–2000 |
| ----------------------------------------------- | ----------------------------------------------- | ----------------------------------------------- | ----------------------------------------------- | ----------------------------------------------- |
|                                                 |                                                 |                                                 |                                                 |                                                 |
| År                                              |                                                 |                                                 | Folkmängd                                       | Landareal (km²)                                 |
| 1990                                            | 1990                                            |                                                 | 230                                             | 1,63                                            |
| 1995                                            | 1995                                            |                                                 | 225                                             | 1,70                                            |
| 2000                                            | 2000                                            |                                                 | 219                                             | 1,70                                            |
| Anm.: Ny tätort 1990. Ej tätort 2005.           |                                                 |                                                 |                                                 |                                                 |